# Abiu

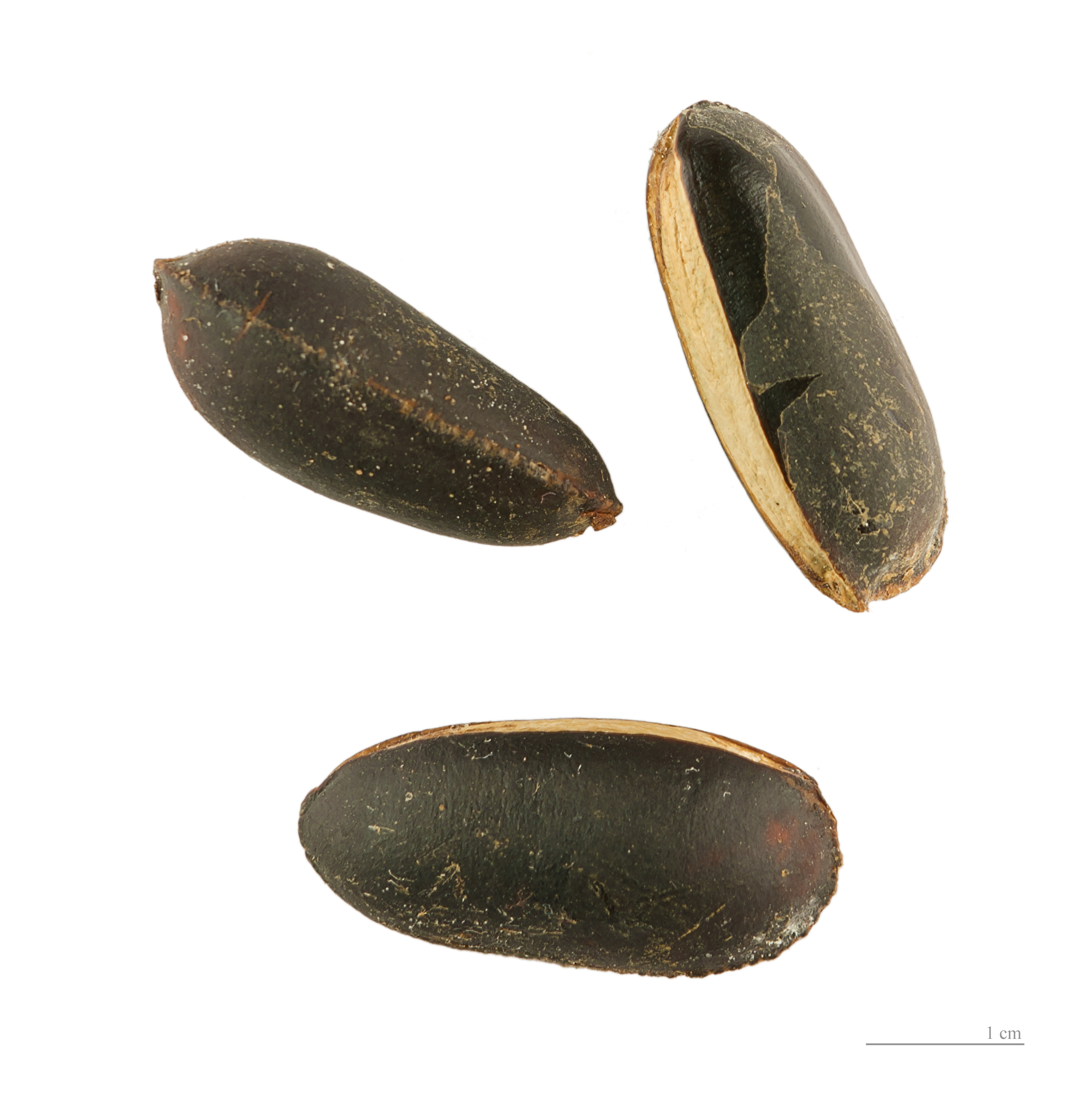
Pouteria caimito

L'abiu (Pouteria caimito) és un arbre de fruit tropical de la zona de l'Amazones de Sud-amèrica. Fa de mitjana uns 11 m i d'alt però pot passar de 30 m. Les fulles van d'oblongues a el·líptiques, les flors són blanques i hermafrodites. La forma del fruit varia de rodó a oval, quan madura és exteriorment groc i de pell suau essent l'interior translúcid i blanc. El seu gust és de caramel.

## Usos
El fruit és comestible cru i en forma de iogurts i gelats, té propietats medicinals com antiinflamatori, antidiarreic, etc.